# Samorząd Regionu Ha-Gilboa
Samorząd Regionu Ha-Gilboa (hebr. מועצה אזורית הגלבוע, Mo'atza Azorit Gilbo'a; oficjalna pisownia w ang. Gilboa Regional Council) – samorząd regionu położony w Dystrykcie Północnym, w Izraelu.

## Położenie
Samorząd regionu jest położony w intensywnie użytkowanej rolniczo Dolinie Charod oraz w południowej części Doliny Jezreel w Dolnej Galilei. Nazwa samorządu pochodzi od masywu górskiego Gilboa, który góruje nad tutejszymi osadami rolniczymi. Tylko pięć osiedli jest położonych bardziej na północy, u podnóża wschodnich zboczy góry More (515 m n.p.m.).

### Podział administracyjny
Samorząd Regionu Ha-Gilboa jest położony w Poddystrykcie Jezreel, w Dystrykcie Północnym Izraela.

## Demografia
Samorząd regionu skupia 32 osady rolnicze, których mieszkańcami są w 58,9% Żydzi, 37,8% Arabowie muzułmanie, 0,5% Arabowie chrześcijanie i 2,8% inni. Według danych Centralnego Biura Statystyki w 2010 roku w samorządzie mieszkało 24 722 osób. Jest to populacja typowo wiejska. Według danych z 2009, przyrost naturalny w porównaniu do poprzedniego roku wyniósł -0,2%. W roku tym urodziło się 495 dzieci, a zmarło 99 osób. Całkowity przyrost naturalny wyniósł 396 osób. W wyniku migracji wyjechało stąd 427 osób, a przyjechały 33 osoby.
| Wiek (w latach) | Procent populacji w % |
| --------------- | --------------------- |
| 0 – 4           | 10,8                  |
| 5 – 9           | 11,2                  |
| 10 – 14         | 10,1                  |
| 15 – 19         | 8,4                   |
| 20 – 29         | 13,3                  |
| 30 – 44         | 21,1                  |
| 45 – 59         | 13,3                  |
| 60 – 64         | 3,4                   |
| 65 –            | 8,4                   |

## Historia
Samorząd Regionu Ha-Gilboa został utworzony w 1949 roku, chociaż historia osadnictwa żydowskiego w Dolinie Charod zaczęła się dużo wcześniej. Już na początku lat 20. XX wieku organizacje syjonistyczne wykupiły w tym rejonie znaczne ilości ziemi od arabskich właścicieli. Jesienią 1921 roku do Doliny Charod przybyła grupa 75 mężczyzn. Byli to żydowscy pionierzy z brygady robotniczej Josef Trumpeldor, będący imigrantami z Europy Wschodniej. W dniu 22 września 1921 roku założyli oni przy strumieniu Charod pośrodku doliny pierwszy kibuc En Charod. Pionierzy mieszkali w namiotach i ciężko pracowali przy osuszaniu okolicznych podmokłych terenów. W owym czasie były to bagna na których żyły bawoły wodne. Po dwóch miesiącach dołączyła do nich dodatkowa grupa osadników, która w dniu 12 grudnia 1921 roku założyła sąsiedni kibuc Tel Josef (przez pierwsze lata istnienia wieś była całkowicie związana z macierzystym kibucem En Charod i nie była samodzielną osadą). W dniu 16 grudnia 1921 roku w zachodnim krańcu Doliny Charod założono moszaw Kefar Jechezkel. W dniu 17 grudnia 1921 roku grupa 12 pionierów odłączyła się od moszawu i na położonym na wschód wzgórzu Geva założyła nowy kibuc Gewa. W następnym roku żydowscy z Niemiec i Czechosłowacji rozpoczęli eksplorację środkowej części Doliny Charod, gdzie 4 listopada 1922 roku założyli kibuc Beit Alfa. Krótko potem założono sąsiedni kibuc Chefci-Bah. Tutejsze warunki życia wśród bagien były jeszcze trudniejsze i mieszkańcy wsi chorowali na malarię.
W lipcu 1923 roku doszło do ideologicznego rozłamu między mieszkańcami pierwszego kibucu w dolinie, En Charod. Zwolennicy lewicowej syjonistycznej partii politycznej Achdut ha-Awoda wyprowadzili się do pobliskiego kibucu Tel Josef, a pozostali mieszkańcy ściśle związali się z żydowską centralą związków robotniczych Histadrut. Rozłam doprowadził do wieloletniej dyskusji nad zasadami organizacji życia kibuców i zaowocował powstaniem zrzeszeń łączących poszczególne kibuce z sobą. Organizowano kursy nauki rolnictwa dla nowych imigrantów i wspierano zakładanie nowych osiedli. W kwietniu 1927 roku dolinę odwiedził czechosłowacki prezydent Tomáš Masaryk. Była to pierwsza wizyta głowy państwa w Brytyjskim Mandacie Palestyny. Odwiedził on między innymi kibuce En Charod i Beit Alfa. Podczas arabskich zamieszek w 1929 kibuc Beit Alfa został zaatakowany przez Arabów, a jego pola uprawne zniszczone. W tym samym roku podjęto decyzję o przeniesieniu osad ze środka podmokłej doliny na jej północną i południową krawędź. Nowe lokalizacje były bardziej korzystne, gdyż tutejsze warunki życia były lepsze, a dodatkowo położenie na wzgórzach tworzyło dogodniejsze warunki do obrony podczas ewentualnej napaści. Gdy w kwietniu 1936 roku wybuchło arabskie powstanie w Palestynie, ponownie doszło do podpaleń tutejszych żydowskich pól uprawnych. Zmusiło to osadników do szukania sposobów skutecznej obrony. Szlomo Grazowski przedstawił wówczas koncepcję budowy nowej obronnej osady rolniczej. W ciągu jednego dnia budowano cztery baraki mieszkalne, wieżę strażniczą i podwójne ściany palisady wypełnione w środku żwirem, z zewnętrzną linią obronną utworzoną z zasieków z drutów kolczastych. W ten sposób niemożliwe było wrzucenie do środka granatu ręcznego. W ten sposób, w dniu 10 grudnia 1936 roku założono pobliski kibuc nazwany Tel Amal (hebr. תל עמל) – obecnie Nir Dawid. Była to pierwsza osada obronna nowego typu, później budowana w innych miejscach w całym kraju.
W latach 30. XX wieku do Doliny Charod przybyli żydowscy imigranci z Litwy, Łotwy, Polski, Niemiec i Rumunii, a w latach 40. imigranci z Węgier. W 1935 roku założyli kibuc Bet ha-Szitta. Następnie przystąpiono do kolonizacji położonego na północ od doliny rozległego płaskowyżu Ramat Issachar. W dniu 4 lipca 1937 roku, członkowie żydowskiej organizacji B’nai B’rith będący imigrantami z Niemiec, założyli tam kibuc Moledet (w 1944 roku przekształcony w moszaw). W styczniu 1942 roku w jego sąsiedztwie założono moszaw Ramat Cewi. Pierwszymi mieszkańcami osady było dwóch pionierów, którzy mieszkali w namiocie. Osada cierpiała na brak dostępu do wody, ponieważ okoliczne źródła były arabską własnością. Wodę donoszono pieszo w baniakach z pobliskiego kibucu Geva.
Rosnące osadnictwo żydowskie było jednak przyczyną narastania konfliktu żydowsko-arabskiego. Wielka Brytania poszukując sposobu rozwiązania konfliktu, przekazała problem Palestyny w ręce ONZ. Przyjęta w dniu 29 listopada 1947 roku Rezolucja Zgromadzenia Ogólnego ONZ nr 181 przyznała cały obszar Doliny Bet Sze’an państwu żydowskiemu. W dzień po przyjęciu rezolucji wybuchła wojna domowa w Mandacie Palestyny, której kontynuacją była I wojna izraelsko-arabska. Podczas wojny wysiedlono i zniszczono większość okolicznych wiosek arabskich. Jedynymi ocalałymi były istniejące do tej pory wioski Mukejbla, Na'ura, Sandala, Taibe i Tamra. Na miejscu zniszczonych wiosek tworzono nowe osady żydowskie. Jako pierwszy powstał w dniu 20 sierpnia 1948 roku kibuc Jizre’el. Założyli go żołnierze kompanii szturmowych Palmach, którzy początkowo mieszkali w szałasach. Kibuc zajmował strategiczne wzgórze między dolinami Jezreel a Charod. Mieszkańcy łączyli pracę z pełnieniem zadań obronnych, wykonując zadania patrolowe i budując umocnienia na wypadek ataku irackiego korpusu ekspedycyjnego stacjonującego w pobliżu. Po wojnie nastąpiło względne uspokojenie sytuacji bezpieczeństwa. Do nowo powstałego Izraela masowo napływali wówczas żydowscy uchodźcy z państwa arabskich. W 1949 roku w Dolinie Charod utworzono moszaw Gidona, a w 1950 roku w górach Gilboa założono moszaw Nurit (porzucony w 1959 roku). Zamieszkali w nich uchodźcy z Jemenu. W całej dolinie rozwijano infrastrukturę i budowano nowe stawy hodowlane ryb. Przy kibucu Beit Alfa utworzono Instytut Edukacyjny Gilboa, który pełnił funkcję szkoły średniej dla młodzieży z całej okolicy. W odróżnieniu od zwykłych szkół, instytut posiadał własne internaty oraz pełne zaplecze obiektów sportowych i warsztatów umożliwiających naukę zawodową (w 2003 roku zamknięty). W 1951 roku doszło do drugiego rozłamu ideowego wśród mieszkańców En Charod. Spór dotyczył organizacji kibucu i doprowadził do utworzenia w jego sąsiedztwie nowej odrębnej osady. Na północy znajduje się kibuc En Charod Ihud będący politycznie bliżej centrolewicowej partii Mapai. Natomiast na południu znajduje się kibuc En Charod Me’uchad będący politycznie bardziej lewicowej partii Mapam. Pomimo podziału, obie wioski nadal utrzymywały wspólne instytucje edukacyjne i kilka usług publicznych.
W 1953 roku podjęto decyzję o rozszerzeniu Samorządu Regionu Ha-Gilboa o południową część Doliny Jezreel, na południe od miasta Afula. Był to obszar położony na pograniczu izraelsko-jordańskim u podnóża gór Gilboa. Na tych urodzajnych ziemiach zdecydowano się utworzyć pierwszy blok osiedli rolniczych Chevelu Ta'anach (hebr. חבל תענך). Blok ten składał się z trzech niemal identycznych moszawów rolniczych, pośrodku których wybudowano później centralną wieś pełniąca wszystkie podstawowe funkcje administracyjne, kulturalne i edukacyjne całego bloku. W 1953 roku założono dwa pierwsze moszawy Awital i Perazon, w których zamieszkali imigranci z Iranu i Turcji. W kolejnych latach osiedlili się tutaj imigranci z Kurdystanu, którzy do tej pory mieszkali w obozie uchodźców Ma'abarat Zir'in przy sąsiednim kibucu Jizreel. Rok później założono trzeci moszaw Metaw. Centrum usługowe utworzono dopiero w 1960 roku - Merkaz Ja’el. Na początku 1956 roku przystąpiono do tworzenia drugiego bloku osiedli Chevelu Ta'anach. W lutym tego roku założono pierwszy moszaw Addirim, w którym zamieszkali imigranci z Maroka. W sierpniu założono drugi moszaw Barak, a następnie trzeci moszaw Dewora. Centrum usługowe utworzono w 1958 roku - Merkaz Chewer. W tym samym 1956 roku utworzono także trzeci blok osiedli Chevelu Ta'anach. W jego skład weszły moszawy Gadisz, Mele’a i Nir Jafe. Centrum usługowe utworzono w 1958 roku - Merkaz Omen. W 1961 roku w ich sąsiedztwie założono kibuc Ram-On, w którym zamieszkali imigranci z Jemenu, którzy wcześniej opuścili moszaw Nurit w górach Gilboa (w 1963 roku przekształcono go w moszaw).
Szybki wzrost populacji zamieszkującej trzy bloki osiedli rolniczych na południe od miasta Afula, wymusił na Samorządzie Regionu poszukiwanie nowych miejsc zamieszkania. W tym celu założono w 1976 roku moszaw Magen Sza’ul. W latach 80. XX wieku tutejsze moszawy dotkliwie dotknął kryzys ekonomiczny, w wyniku czego wielu mieszkańców wyjechała. W ramach restrukturyzacji przekształcono moszaw Nir Jafe w wieś komunalną, prywatyzując lokalną gospodarkę i budując nowe domy. Proces ten kontynuowano, przekształcając w 1982 roku centrum usługowe Merkaz Chever w wieś komunalną i budując nowe domy mieszkalne. W 1987 roku z inicjatywy Agencji Żydowskiej wybudowano wieś Gan Ner, która pełni funkcję osiedli mieszkaniowych dla młodego pokolenia mieszkańców pobliskich bloków osad rolniczych. W latach 90. XX wieku tutejsze moszawy przeszły przez proces prywatyzacji, zachowując kolektywną organizację instytucji kultury, edukacji i ochrony zdrowia. Zdecentralizowano jednak organizację działalności gospodarstw rolniczych. Wymusiło to podjęcie decyzji o zmienieniu charakteru wioski Merkaz Omen, w której wybudowano domy mieszkalne. Przekształcono wówczas także moszaw Moledet w wieś komunalną.
Gdy w 2000 roku wybuchło palestyńskie powstanie Intifada Al-Aksa, władze izraelskie podjęły ze względów bezpieczeństwa wybudowanie bariery granicznej, która przebiega wzdłuż południowej granicy Samorządu Regionu Ha-Gilboa.

## Polityka

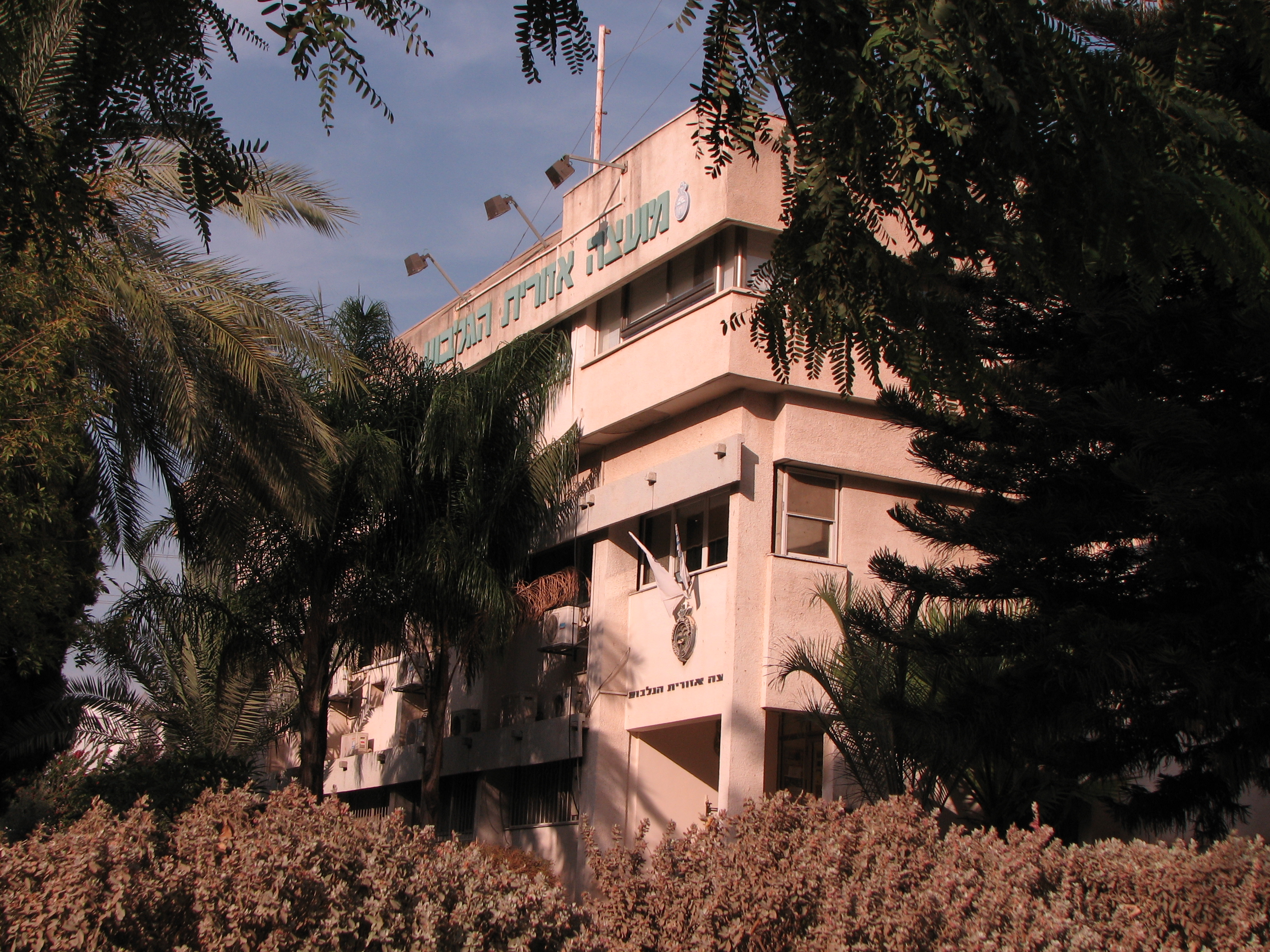
Budynek administracji Regionu Ha-Gilboa przy kibucu Tel Josef

Władze administracyjne Samorządu Regionu znajdują się przy drodze nr 71 na południe od kibucu Tel Josef.

## Osiedla
W 8 kibucach, 12 moszawach i 12 wsiach żyje tutaj prawie 25 tys. mieszkańców.
| Kibuce: - Bet Alfa - Bet ha-Szitta - Chefci-Bah - En Charod Ichud - En Charod Me’uchad - Gewa - Jizre’el - Tel Josef | Moszawy: - Addirim - Awital - Barak - Dewora - Gadisz - Kefar Jechezkel | - Magen Sza’ul - Mele’a - Metaw - Perazon - Ramat Cewi - Ram-On | Wioski: - Komunalne: - Gan Ner - Gidona - Merkaz Chewer - Merkaz Ja’el - Merkaz Omen - Moledet - Nir Jafe | - Arabskie: - At-Tajjiba - Mukajbila - Na’ura - Sandala - Tamra |

## Edukacja
W prawie wszystkich osadach znajdują się przedszkola. W regionie znajduje się 10 szkół podstawowych i 6 szkół średnich. W 2009 liczba klas wynosiła 207. Liczba wszystkich uczniów wynosiła 5416.

## Gospodarka
Gospodarka wiosek opiera się na rolnictwie, sadownictwie, hodowli zwierząt i stawach hodowlanych. W większości tutejszych osad znajdują się różne zakłady przemysłowe, które dają zatrudnienie mieszkańcom. Miejscem zatrudnienia są także strefy przemysłowe miasta Afula. Według danych z 2009 przeciętne miesięczne wynagrodzenie pracowników w samorządzie regionu Doliny Źródeł wynosiło 6531 szekli (średnia krajowa: 7070 ILS).

## Transport
Miasto Afula stanowi centrum komunikacyjne całego regionu. Krzyżują się tutaj biegnąca z północy na południe droga nr 60 z biegnącą z południowego zachodu na północny wschód drogą nr 65, a w kierunku wschodnim odchodzi drogą nr 71. W 2009 w regionie znajdowało się 7968 zarejestrowanych pojazdów mechanicznych, w tym 5483 samochodów. W ciągu tego roku doszło do trzech wypadków drogowych.